# Frithjof Andersen
Frithjof Andersen (Oslo, 5 aprile 1893 – Oslo, 24 luglio 1975) è stato un lottatore norvegese, specializzato nella lotta greco-romana.

## Palmarès

### Olimpiadi
- Bronzo a Anversa 1920 nei pesi leggeri.